# Франц Нисл
Франц Нисл (1860 − 1919) је био знаменити немачки неуропатолог и у периоду од 1885. до 1887. године лекар краља Ота Баварског. Радио је са Алојзом Алцхајмером на изучавању патологије нервног система, посебно коре великог мозга човека, и као резултат тог рада објављени је обимно дело Хистолошка и хистопатолошка проучавања коре великог мозга. Пронашао је методу бојења структура у телу неурона које су по њему назване Нислова тела.